# Oanh châu Âu

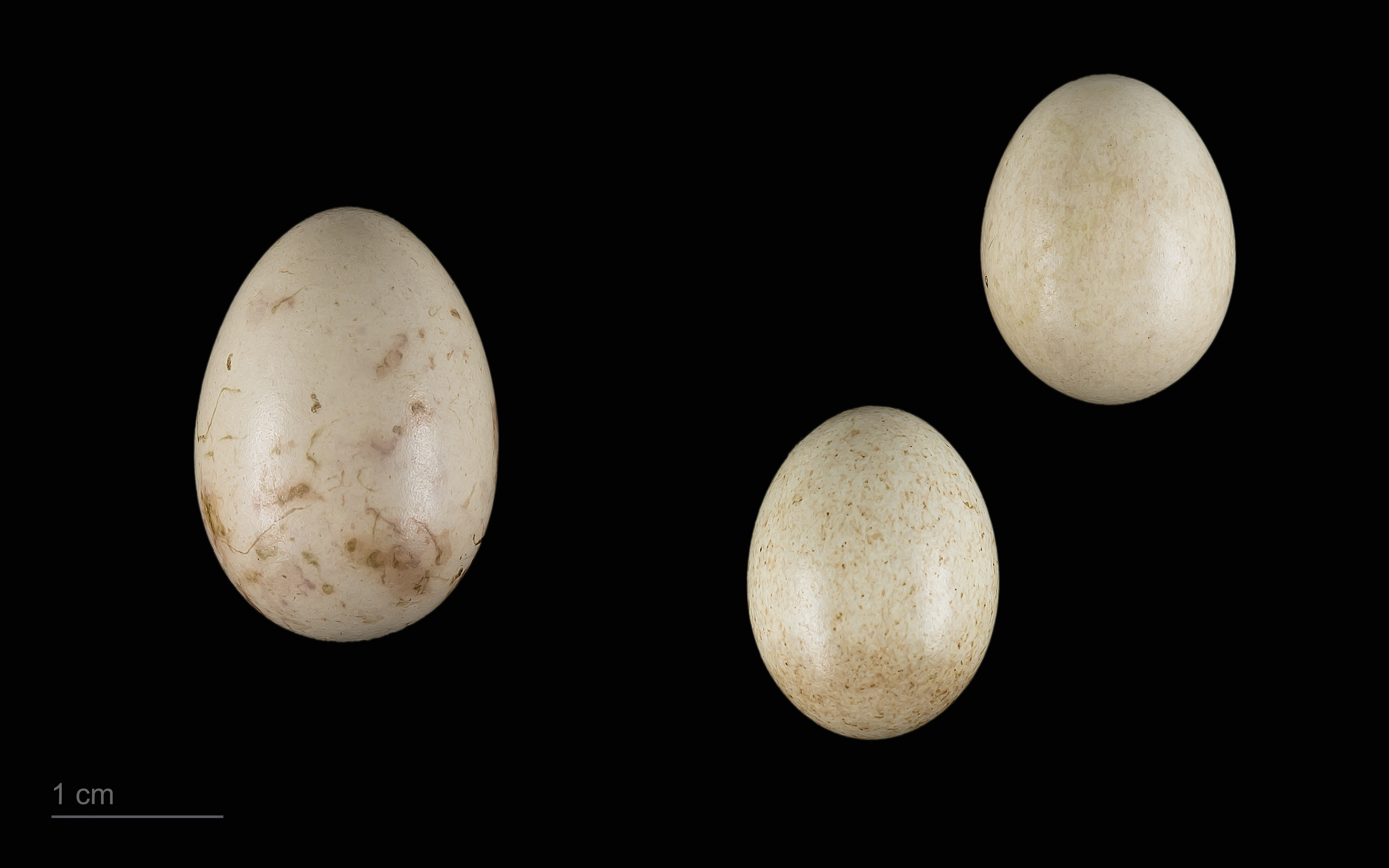
Cuculus canorus + Erithacus rubecula

Oanh châu Âu (danh pháp hai phần: Erithacus rubecula) là một loài chim thuộc Họ Đớp ruồi. Loài chim này dài 12,5–14 cm, con trống và con mái có màu sắc giống nhau, với ngực màu cam và mặt có dòng kẻ màu xám, phía trên nâu với bụng hơi trắng. Loài này phân bố khắp châu Âu, phía đông đến tận tây Xibia và phía nam đến tận Bắc Phi. Nó là loài không di trú trong phần lớn khu vực phân bố, trừ ở cực bắc. Trước đây oanh châu Âu được đặt trong tông tông Saxicolini thuộc Họ Hoét, nhưng phần lớn các tác giả hiện nay đặt nhóm này trong họ Đớp ruồi (Muscicapidae).

## Phân bố và nơi sống
Oanh châu Âu hiện diện tại đại lục Á Âu, về phía đông tới Tây Xibia, về phía nam tới Algérie và trên các đảo trên Đại Tây Dương xa về phía tây tới tận Açores và Madeira. Ở phía đông nam, nó có mặt ở dãy Kavkaz. Quần thể oanh châu Âu tại Anh và Ireland phần lớn là định cư, nhưng một thiểu số nhỏ, thường là chim mái, di chuyển đến miền nam châu Âu trong mùa đông, một số ít có thể di cư xa tới tận Tây Ban Nha. Quần thể Scandinavia và Nga di chuyển đến Anh và Tây Âu để tránh mùa đông khắc nghiệt. Những con chim di cư này có thể được nhận ra nhờ sắc xám hơn của các bộ phận phía trên cơ thể của chúng và ngực màu cam xỉn hơn. Oanh châu Âu ưa thích các rừng vân sam ở Bắc Âu, trái với sở thích của chúng đối với các công viên và vườn ở quần đảo Anh.
Tại miền nam Iberia có sự chia tách môi trường sống của chim định cư và chim di trú, với oanh định cư ở lại trong cùng một khu vực rừng thưa nơi chúng sinh sản.
Các nỗ lực du nhập oanh châu Âu vào Australia và New Zealand trong nửa sau thế kỷ 19 đã không thành công. Các con chim được các hội thích nghi khí hậu địa phương thả xung quanh Melbourne, Auckland, Christchurch, Wellington và Dunedin, nhưng không một quần thể nào được thiết lập. Kết quả tương tự ở Bắc Mỹ do quần thể chim cũng không được thiết lập sau khi chúng được thả tại Long Island, New York năm 1852, Oregon trong giai đoạn 1889-1892, và bán đảo Saanich British Columbia trong giai đoạn 1908-1910.

## Phân loài
- E. r. melophilus Hartert, 1901: Đảo Anh
- E. r. rubecula (Linnaeus, 1758): châu Âu lục địa tới dãy núi Ural, tây Thổ Nhĩ Kỳ, các đảo ở đông Đại Tây Dương và tây bắc Morocco.
- E. r. superbus Koenig, AF, 1889: miền trung quần đảo Canary.
- E. r. witherbyi Hartert, 1910: Bắc Algeria và bắc Tunisia.
- E. r. valens Portenko, 1954: Nam Krym (nam Ukraina).
- E. r. caucasicus Buturlin, 1907: Đông Thổ Nhĩ Kỳ và Kavkaz.
- E. r. hyrcanus Blanford, 1874: Đông nam Azerbaijan và bắc Iran.
- E. r. tataricus Grote, 1928: Dãy núi Ural và tây nam Xibia.